# 二氧化二硫
二氧化二硫，又称一氧化硫二聚体，是一种硫氧化物，化学式 S2O2。这个固体不稳定，在室温下只能存在几秒钟。

## 结构
二氧化二硫是顺式平面型结构，分子对称性为 C2v。它的S−O键长为145.8 pm，比一氧化硫短。它的S−S键长为202.45 pm，O−S−S键角为112.7°。S2O2的偶极矩为3.17 D。

## 形成
一氧化硫会自发可逆地二聚成二氧化二硫。因此，制备一氧化硫的方法都可以制备二氧化二硫。二氧化二硫也由二氧化硫放电而成。另一种实验室的制备方法是使氧原子与羰基硫或二硫化碳蒸气反应。
尽管硫单质的大部分形式（S8、其它硫环和硫链）都不会和SO2反应，原子硫会与其反应，形成一氧化硫和二聚体二氧化二硫：
S + SO2 → S2O2 ⇌ 2 SO
在氦稀释的二氧化硫中，通过微波放电也会产生二氧化二硫。在0.1 mmHg（13 Pa）的压力下，S2O2的产率为5%。
当硫化氢和氧气发生闪光光解时，会瞬时形成二氧化二硫。

## 性质
二氧化二硫的电离能是9.93±0.02 eV。
如在金星大气层中观察到的，二氧化二硫会吸收320–400 nm处的光，并且据信促成了金星的温室效应。

## 反应
尽管二氧化二硫和一氧化硫存在平衡，它会和一氧化硫反应，形成二氧化硫和一氧化二硫。

## 配合物
S2O2可作为过渡金属的配体。它的配位方式为η2-S–S，两个硫原子都和金属原子键合。这是在2003年发现的。铂的双(三甲基膦)氧化环硫乙烷配合物在110 °C的甲苯中加热时，会放出乙烯，形成有S2O2配体的(Ph3P)2Pt(S2O2)。铱也可以形成二氧化二硫配合物，它的制备方法是用高碘酸钠氧化cis-[(dppe)2IrS2]Cl成[(dppe)2IrS2O]，然后再氧化成二氧化二硫配合物[(dppe)2IrS2O2]，其中dppe是1,2-双(二苯基膦)乙烷。这种物质的S2O2是顺式结构的。同样条件下也可以写成反式配合物，不过这个配合物含有两个分开的SO自由基。这个铱配合物会和三苯基膦反应，形成三苯基氧化膦和三苯基硫化膦。

## 相关阴离子
S
2O−
2 阴离子已在气相中被观察到。它的结构应该是和SO3类似的平面三角形分子构型。

## 太阳系中的二氧化二硫
有一些证据表明，二氧化二硫可能少量存在于金星大气层中，并且它可能对其严重的温室效应产生重大影响。在地球大气层中没有发现任何实质性数量的二氧化二硫。